# Tritaxiidae
Tritaxiidae es una familia de foraminíferos bentónicos de la superfamilia Verneuilinoidea, del suborden Verneuilinina y del orden Lituolida. Su rango cronoestratigráfico abarca desde el Jurásico superior hasta la Cretácico.

## Discusión
Clasificaciones previas incluían Tritaxiidae en el suborden Textulariina del orden Textulariida, o en el orden Lituolida sin diferenciar el suborden Verneuilinina.

## Clasificación
Tritaxiidae incluye a los siguientes géneros:
- Bitaxia †
- Tritaxia †

Otros géneros considerados en Tritaxiidae son:
- Siphonclavulina †, aceptado como Tritaxia
- Tritaxiopsis †, aceptado como Tritaxia